# Berg (Schiff, 2021)
Die Berg ist ein Fahrgastschiff der Bayerischen Seenschifffahrt auf dem Starnberger See. Bei ihrer Taufe war sie das größte vollelektrisch betriebene Schiff auf einem deutschen Binnensee. Sie kostete ungefähr 5,3 Millionen Euro.

## Geschichte
Die Berg wurde als Ersatz für das gleichnamige Vorgängerschiff und für die Phantasie beschafft. Sie ist eines der kleineren Fahrgastschiffe auf dem Starnberger See. Das Schiff wurde unter der Baunummer 224 auf der Lux-Werft gebaut; der Innenausbau wurde aber in Starnberg durchgeführt. Die Elektrotechnik stammt von Siemens Nürnberg.
Am 11. Mai 2021 wurde die Berg in Anwesenheit des Finanz- und Heimatministers Albert Füracker von Schiffspatin Ute Eiling-Hüting in der namensgebenden Ortschaft Berg getauft. Der Name des Schiffes, das bislang provisorisch als MS 2020 bezeichnet worden war, wurde traditionsgemäß erst am Tag der Taufe bekanntgegeben. Das Schiff legte für die Taufe am Steg von Berg an, wird dort aber, da es für die südliche Rundfahrt auf dem Starnberger See vorgesehen ist, in Zukunft im Normalfall nicht mehr halten.

## Technische Daten und Ausstattung
Das Schiff wird über ein Batteriesystem, das komplett mit Ökostrom geladen wird und ein Speichervermögen von ungefähr 1600 kWh hat, mit Energie versorgt. Es bietet den Passagieren unter anderem eine Lademöglichkeit für Elektrofahrräder, ein Panoramadeck, einen Aufzug und eine Kletterwand für Kinder.